# Sommer-Paralympics 2016/Teilnehmer (Lesotho)
| stlisierte Goldmedaille | stlisierte Silbermedaille | stlisierte Bronzemedaille |
| ----------------------- | ------------------------- | ------------------------- |
| —                       | —                         | —                         |

Lesotho entsendete zu den Paralympischen Sommerspielen 2016 in Rio de Janeiro zwei Athleten, einen Mann und eine Frau.

## Teilnehmer nach Sportart

### Leichtathletik
Männer:
- Sello Mothebe (200 und 400 Meter T12), in beiden Wettbewerben in den Vorläufen disqualifiziert

Frauen:
- Litsitso Khotlele (Diskuswurf F43/44), Rang 10 mit 19,91 Metern